# Samuił Kojda
Samuił Trofimowicz Kojda, ros. Самуил Трофимович Койда (ur. 22 kwietnia?/5 maja 1901 w stanicy Jelizawietinskaja w Obwodzie Wojska Kubańskiego, zm. ?) – radziecki wojskowy (pułkownik), komendant kursów oficerskich przy 1 Dywizji Piechoty, a następnie dowódca Szkolno-Zapasowej Brygada Sił Zbrojnych Komitetu Wyzwolenia Narodów Rosji pod koniec II wojny światowej, emigracyjny działacz narodowy.

## Życiorys
W 1915 r. ukończył szkołę wiejską w rodzinnej stanicy. W sierpniu 1921 r. został zmobilizowany do wojska bolszewickiego. Służył w 176 Pułku Strzeleckim 3 Dywizji Strzeleckiej. Brał udział w walkach na Kaukazie. W czerwcu 1922 r. przeszedł do 175 Pułku Strzeleckiego. We wrześniu 1923 r. objął dowództwo pododdziału w 8 Pułku Kaukaskim. W grudniu 1928 r. ukończył szkołę piechoty w Tyflisie, po czym został dowódcą plutonu 65 Pułku Strzeleckiego 22 Dywizji Strzeleckiej. Od grudnia 1930 r. dowodził plutonem szkoły pułkowej. Pod koniec 1931 r. ukończył kursy wojskowo-polityczne, obejmując funkcję zastępcy komisarza politycznego 65 Pułku Strzeleckiego. Od lutego 1932 r. dowodził kompanią pułku. W czerwcu 1935 r. objął dowództwo kompanii 282 Pułku Strzeleckiego 94 Dywizji Strzeleckiej. W styczniu 1937 r. został szefem sztabu batalionu 280 Pułku Strzeleckiego. Od grudnia tego roku dowodził tym batalionem. Jednocześnie był komendantem szkoły pułkowej 213 Pułku Strzeleckiego. W 1938 r. awansował do stopnia majora. W tym samym roku został aresztowany przez NKWD, ale w 1939 r. wyszedł na wolność. Od pocz. września tego roku dowodził 735, a następnie 457 Pułkiem Strzeleckim 222 Dywizji Strzeleckiej. Pod koniec marca 1941 r. został podpułkownikiem. W poł. maja 1942 r. w stopniu pułkownika objął dowództwo 184 Dywizji Strzeleckiej. Pod koniec stycznia 1943 r. zwolniono go z funkcji dowódcy dywizji, ale już pod koniec lutego tego roku powrócił do niej. W marcu dostał się do niewoli niemieckiej. Przebywał w różnych obozach jenieckich. Pod koniec 1944 r. wstąpił do Sił Zbrojnych Komitetu Wyzwolenia Narodów Rosji. Od listopada tego roku stał na czele kursów oficerskich przy 1 Dywizji Piechoty Sił Zbrojnych KONR. Od grudnia dowodził Brygadą Szkolno-Zapasową. 8 maja 1945 r. wraz ze sztabem Sił Zbrojnych KONR i częścią oddziałów „własowskich” poddał się Amerykanom. W sierpniu tego roku zbiegł z obozu jenieckiego w Landau an der Isar. Ukrywał się w rejonie Monachium. W 1948 r. współtworzył Związek Flagi Andriejewskiej. Na pocz. 1950 r. opuścił organizację, krytykując działalność kierownictwa. W sierpniu tego roku został wybrany do władz Komitetu Zjednoczonych Własowców.